# سوسير (آراغاتسوتن)
مدينة سوسير (بالإنجليزية: Suser)‏ هي إحدى المدن التابعة لمقاطعة آراغاتسوتن في أرمينيا. يقدر عدد سكانها بـ 341 نسمة حسب الإحصاء الذي جرى عام 2011.